# Яценко Валентин Миколайович
Валенти́н Микола́йович Яце́́нко — молодший сержант Збройних Сил України, учасник російсько-української війни, що загинув у ході російського вторгнення в Україну в 2022 році.

## Життєпис
Валентин Яценко народився 1971 року в с. Бацево Олевського району (нині Олевської міської територіальної громади Коростенського району) Житомирської області. Працював майстром лісу державного підприємства «Городницький лісгосп». Був призваний за мобілізацією у перший день повномасштабного російського вторгнення в Україну 24 лютого 2022 року. Військову службу ніс у складі 30-тої окрема механізована бригада ім. князя Костянтина Острозького на посаді водія механізованого взводу.
Загинув 9 березня 2022 року внаслідок артилерійського обстрілу позицій 30-ї окремої механізованої бригади на Світлодарській дузі у Донецькій області разом із земляком молодшим сержантом Олегом Заруцьким. Попрощалися із загиблими 13 березня 2022 року

## Родина
Вдома у військового залишилися дружина та три донечки.

## Нагороди
- орден За мужність III ступеня (2022, посмертно) — за особисту мужність і самовіддані дії, виявлені у захисті державного суверенітету та територіальної цілісності України, вірність військовій присязі [6].